# (1349) Bechuana
(1349) Bechuana – planetoida z grupy pasa głównego asteroid okrążająca Słońce w ciągu 5 lat i 84 dni w średniej odległości 3,01 au. Została odkryta 13 czerwca 1934 roku w Union Observatory w Johannesburgu przez Cyrila Jacksona. Nazwa planetoidy pochodzi od Beczuany, prowincji w Południowej Afryce, obecnie Botswana. Przed nadaniem nazwy planetoida nosiła oznaczenie tymczasowe (1349) 1934 LJ.